# ترکیب تیم‌های جام ملت‌های آسیا ۲۰۱۵
مسابقات جام ملت‌های آسیا ۲۰۱۵ از تاریخ ۹ تا ۳۱ ژانویه ۲۰۱۵ در کشور استرالیا انجام می‌شود.
هر تیم مجاز به استفاده از ۲۳ بازیکن در پست‌های مختلف می‌باشد که در ترکیب‌های اولیه ۱۶ تیم شرکت‌کننده در ۳۰ دسامبر ۲۰۱۴ توسط سرمربی‌های تیم‌ها اعلام شده‌است.

## گروه A

### استرالیا
سرمربی: آنگه پوستکوگلو
اعلام ترکیب نهایی در ۲۳  دسامبر ۲۰۱۴
| شماره | جایگاه    | بازیکن                | تاریخ تولد/سن            | بازی‌های ملی | باشگاه                              |
| ----- | --------- | --------------------- | ------------------------ | ----------- | ----------------------------------- |
| ۱     | دروازه‌بان | متیو رایان            | ۸ آوریل ۱۹۹۲ (۲۲ سال)    | ۱۳          | باشگاه فوتبال کلوب بروژ             |
| ۲     | مدافع     | ایوان فرانیش          | ۱۰ سپتامبر ۱۹۸۷ (۲۷ سال) | ۱۲          | باشگاه فوتبال تورپدو مسکو           |
| ۳     | مدافع     | جیسون دیویدسون        | ۲۹ ژوئن ۱۹۹۱ (۲۳ سال)    | ۱۳          | باشگاه فوتبال وست برومویچ آلبیون    |
| ۴     | مهاجم     | تیم کیهیل             | ۶ دسامبر ۱۹۷۹ (۳۵ سال)   | ۷۶          | باشگاه فوتبال نیویورک رد بولز       |
| ۵     | هافبک     | مارک میلیگان          | ۴ اوت ۱۹۸۵ (۲۹ سال)      | ۳۳          | باشگاه فوتبال ملبورن ویکتوری        |
| ۶     | مدافع     | متیو اشپیرانوویچ      | ۲۷ ژوئن ۱۹۸۸ (۲۶ سال)    | ۲۱          | باشگاه فوتبال وسترن سیدنی واندررز   |
| ۷     | هافبک     | متیو لکی              | ۴ فوریه ۱۹۹۱ (۲۳ سال)    | ۱۶          | Ingolstadt ۰۴                       |
| ۸     | مدافع     | کریس هرد              | ۴ آوریل ۱۹۸۹ (۲۵ سال)    | ۳           | باشگاه فوتبال استون ویلا            |
| ۹     | مهاجم     | تامی جوریچ            | ۲۲ ژوئیه ۱۹۹۱ (۲۳ سال)   | ۵           | باشگاه فوتبال وسترن سیدنی واندررز   |
| ۱۰    | مهاجم     | رابی کروز             | ۵ اکتبر ۱۹۸۸ (۲۶ سال)    | ۳۲          | بایر ۰۴ لورکوزن                     |
| ۱۱    | هافبک     | تامی اور              | ۱۰ دسامبر ۱۹۹۱ (۲۳ سال)  | ۲۱          | باشگاه فوتبال اوترخت                |
| ۱۲    | دروازه‌بان | میشل لانگراک          | ۲۲ اوت ۱۹۸۸ (۲۶ سال)     | ۵           | بروسیا دورتموند                     |
| ۱۳    | مدافع     | عزیز بهیچ             | ۱۶ دسامبر ۱۹۹۰ (۲۴ سال)  | ۷           | باشگاه فوتبال بورسااسپور            |
| ۱۴    | هافبک     | جیمز ترویسی           | ۳ ژوئیه ۱۹۸۸ (۲۶ سال)    | ۱۶          | باشگاه فوتبال زولته وارخم           |
| ۱۵    | هافبک     | مایل جدیناک (کاپیتان) | ۳ اوت ۱۹۸۴ (۳۰ سال)      | ۵۲          | باشگاه فوتبال کریستال پالاس         |
| ۱۶    | مهاجم     | ناتان برنز            | ۷ مه ۱۹۸۸ (۲۶ سال)       | ۷           | باشگاه فوتبال ولینگتون فونیکس       |
| ۱۷    | هافبک     | مت مک‌کی               | ۱۱ ژانویه ۱۹۸۳ (۳۱ سال)  | ۵۰          | باشگاه فوتبال بریزبن رور            |
| ۱۸    | دروازه‌بان | اوگین گالکوویچ        | ۱۲ ژوئن ۱۹۸۱ (۳۳ سال)    | ۸           | باشگاه فوتبال آدلاید یونایتد        |
| ۱۹    | هافبک     | تری آنتونز            | ۲۶ نوامبر ۱۹۹۳ (۲۱ سال)  | ۳           | باشگاه فوتبال سیدنی                 |
| ۲۰    | مدافع     | ترنت ساینسبوری        | ۵ ژانویه ۱۹۹۲ (۲۳ سال)   | ۴           | باشگاه فوتبال پک زووله              |
| ۲۱    | هافبک     | ماسیمو لوانگو         | ۲۵ سپتامبر ۱۹۹۲ (۲۲ سال) | ۵           | باشگاه فوتبال سوئیندون تاون         |
| ۲۲    | مدافع     | الکس ویلکینسون        | ۱۳ اوت ۱۹۸۴ (۳۰ سال)     | ۱۱          | باشگاه فوتبال چونبوک هیوندای موتورز |
| ۲۳    | هافبک     | مارک برشیانو          | ۱۱ فوریه ۱۹۸۰ (۳۴ سال)   | ۸۱          | باشگاه ورزشی الغرافه                |

### کره جنوبی
سرمربی:  اولی اشتیلیکه
اعلام ترکیب نهایی در ۲۲ دسامبر ۲۰۱۴.
| شماره | جایگاه    | بازیکن                  | تاریخ تولد/سن            | بازی‌های ملی | باشگاه                              |
| ----- | --------- | ----------------------- | ------------------------ | ----------- | ----------------------------------- |
| ۱     | دروازه‌بان | جونگ سونگ-ریونگ         | ۴ ژانویه ۱۹۸۵ (۳۰ سال)   | ۶۴          | باشگاه فوتبال سوون سامسونگ          |
| ۲     | مدافع     | کیم چانگ-سو             | ۱۲ سپتامبر ۱۹۸۵ (۲۹ سال) | ۱۳          | باشگاه فوتبال کاشیوا ریسول          |
| ۳     | مدافع     | کیم جین-سو              | ۱۳ ژوئن ۱۹۹۲ (۲۲ سال)    | ۹           | باشگاه فوتبال هافنهایم              |
| ۴     | مدافع     | کیم جو-یونگ             | ۹ ژوئیه ۱۹۸۸ (۲۶ سال)    | ۴           | باشگاه فوتبال شانگهای اس‌آی‌پی‌جی      |
| ۵     | مدافع     | کواک تائه-هوی           | ۸ ژوئیه ۱۹۸۱ (۳۳ سال)    | ۳۷          | الهلال                              |
| ۶     | هافبک     | پارک جو-هو              | ۱۶ ژانویه ۱۹۸۷ (۲۷ سال)  | ۱۷          | ماینتس ۰۵                           |
| ۷     | هافبک     | سون هئونگ-مین           | ۸ ژوئیه ۱۹۹۲ (۲۲ سال)    | ۳۴          | بایر ۰۴ لورکوزن                     |
| ۸     | هافبک     | کیم مین-وو              | ۲۵ فوریه ۱۹۹۰ (۲۴ سال)   | ۹           | باشگاه فوتبال ساگان توسو            |
| ۹     | مهاجم     | چو یونگ چئول            | ۳۱ مه ۱۹۸۹ (۲۵ سال)      | ۱۰          | باشگاه ورزشی القطر                  |
| ۱۰    | هافبک     | نام تائه-هی             | ۳ ژوئیه ۱۹۹۱ (۲۳ سال)    | ۱۶          | باشگاه ورزشی لخویا                  |
| ۱۱    | مهاجم     | لی کیون-هو              | ۱۱ آوریل ۱۹۸۵ (۲۹ سال)   | ۷۰          | باشگاه ورزشی الجیش قطر              |
| ۱۲    | هافبک     | هان کیو وون             | ۱۵ ژوئن ۱۹۹۰ (۲۴ سال)    | ۴           | باشگاه فوتبال چونبوک هیوندای موتورز |
| ۱۳    | هافبک     | کو جاچئول               | ۲۷ فوریه ۱۹۸۹ (۲۵ سال)   | ۴۲          | ماینتس ۰۵                           |
| ۱۴    | هافبک     | هان کوک-یونگ            | ۱۹ آوریل ۱۹۹۰ (۲۴ سال)   | ۱۸          | باشگاه ورزشی القطر                  |
| ۱۵    | هافبک     | لی میونگ-جو             | ۲۴ آوریل ۱۹۹۰ (۲۴ سال)   | ۱۲          | باشگاه فوتبال العین                 |
| ۱۶    | هافبک     | کی سونگ-یوئنگ (کاپیتان) | ۲۴ ژانویه ۱۹۸۹ (۲۵ سال)  | ۶۶          | باشگاه فوتبال سوانزی سیتی           |
| ۱۷    | هافبک     | لی چونگ-یونگ            | ۲ ژوئیه ۱۹۸۸ (۲۶ سال)    | ۶۴          | باشگاه فوتبال بولتون واندررز        |
| ۱۸    | مهاجم     | لی جونگ هیوپ            | ۲۴ ژوئن ۱۹۹۱ (۲۳ سال)    | ۰           | Sangju Sangmu                       |
| ۱۹    | مدافع     | کیم یونگ-گوون           | ۲۷ فوریه ۱۹۹۰ (۲۴ سال)   | ۲۹          | باشگاه فوتبال گوانگ‌ژو اورگراند      |
| ۲۰    | مدافع     | جانگ هیون سو            | ۲۸ سپتامبر ۱۹۹۱ (۲۳ سال) | ۷           | Guangzhou R&F                       |
| ۲۱    | دروازه‌بان | کیم سئونگ-گیو           | ۳۰ سپتامبر ۱۹۹۰ (۲۴ سال) | ۷           | باشگاه فوتبال اولسان هیوندای        |
| ۲۲    | مدافع     | چا دو ری                | ۲۵ ژوئیه ۱۹۸۰ (۳۴ سال)   | ۷۰          | باشگاه فوتبال سئول                  |
| ۲۳    | دروازه‌بان | کیم جین-هیون            | ۶ ژوئیه ۱۹۸۷ (۲۷ سال)    | ۴           | باشگاه فوتبال سرزو اوساکا           |

### عمان
سرمربی:  پل لو گن
اعلام ترکیب نهایی در ۲۵ دسامبر ۲۰۱۴ 
| شماره | جایگاه    | بازیکن               | تاریخ تولد/سن           | بازی‌های ملی | باشگاه                     |
| ----- | --------- | -------------------- | ----------------------- | ----------- | -------------------------- |
| ۱     | دروازه‌بان | علی الحبسی (کاپیتان) | ۳۰ دسامبر ۱۹۸۱ (۳۳ سال) | ۱۰۰         | باشگاه فوتبال ویگان اتلتیک |
| ۲     | مدافع     | محمد المسلمی         | ۲۷ آوریل ۱۹۹۰ (۲۴ سال)  | ۳۵          | باشگاه ورزشی فنجاء         |
| ۳     | مدافع     | جابر العویسی         | ۴ نوامبر ۱۹۸۹ (۲۵ سال)  | ۲۷          | Al-Shabab                  |
| ۴     | هافبک     | علی الجابری          | ۲۹ ژانویه ۱۹۹۰ (۲۴ سال) | ۳۳          | باشگاه ورزشی فنجاء         |
| ۵     | مدافع     | ناصر الشیملی         | ۱۵ فوریه ۱۹۸۹ (۲۵ سال)  | ۷           | Al-Oruba                   |
| ۶     | مهاجم     | رائد ابراهیم صالح    | ۹ ژوئن ۱۹۹۲ (۲۲ سال)    | ۴۲          | باشگاه ورزشی فنجاء         |
| ۷     | مهاجم     | محمد السیابی         | ۲۱ دسامبر ۱۹۸۸ (۲۶ سال) | ۱۷          | Al-Shabab                  |
| ۸     | هافبک     | عید الفارسی          | ۳۱ ژانویه ۱۹۸۷ (۲۷ سال) | ۴۷          | Al-Oruba                   |
| ۹     | مهاجم     | عبدالعزیز المقبالی   | ۲۳ آوریل ۱۹۸۹ (۲۵ سال)  | ۳۸          | باشگاه ورزشی فنجاء         |
| ۱۰    | مهاجم     | قاسم سعید            | ۲۰ آوریل ۱۹۸۹ (۲۵ سال)  | ۵۸          | باشگاه ورزشی النصر         |
| ۱۱    | مدافع     | عامر سعید الشاطری    | ۵ آوریل ۱۹۹۰ (۲۴ سال)   | ۱           | باشگاه فوتبال ظفار         |
| ۱۲    | هافبک     | احمد مبارک المهیری   | ۲۳ فوریه ۱۹۸۵ (۲۹ سال)  | ۱۰۸         | Al-Oruba                   |
| ۱۳    | مدافع     | عبدالسلام المخینی    | ۷ آوریل ۱۹۸۸ (۲۶ سال)   | ۳۸          | Al-Oruba                   |
| ۱۴    | مهاجم     | یعقوب القاسمی        | ۴ سپتامبر ۱۹۸۵ (۲۹ سال) | ۳۳          | باشگاه فوتبال صحم          |
| ۱۵    | مدافع     | علی سالم النحار      | ۲۱ اوت ۱۹۹۲ (۲۲ سال)    | ۱۷          | باشگاه فوتبال ظفار         |
| ۱۶    | مدافع     | علی البوسعیدی        | ۲۱ ژانویه ۱۹۹۱ (۲۳ سال) | ۱۱          | باشگاه فوتبال النهده عمان  |
| ۱۷    | مدافع     | حسن مظفر غیلانی      | ۲۶ ژوئن ۱۹۸۰ (۳۴ سال)   | ۱۱۳         | Al-Oruba                   |
| ۱۸    | دروازه‌بان | مازن الکاسبی         | ۲۷ آوریل ۱۹۹۳ (۲۱ سال)  | ۱۳          | باشگاه ورزشی فنجاء         |
| ۱۹    | مدافع     | احمد المخینی         | ۲ مه ۱۹۸۵ (۲۹ سال)      | ۰           | Al-Oruba                   |
| ۲۰    | مهاجم     | عماد الحوسنی         | ۱۸ ژوئیه ۱۹۸۴ (۳۰ سال)  | ۱۱۵         | باشگاه فوتبال صحم          |
| ۲۱    | هافبک     | محسن الخالدی         | ۱ ژانویه ۱۹۹۲ (۲۳ سال)  | ۱           | باشگاه فوتبال صحم          |
| ۲۲    | دروازه‌بان | Sulaiman Al-Buraiki  | ۳۰ ژوئیه ۱۹۸۶ (۲۸ سال)  | ۰           | باشگاه فوتبال النهده عمان  |
| ۲۳    | مهاجم     | سعید سالم الرزیقی    | ۱۲ دسامبر ۱۹۸۶ (۲۸ سال) | ۴           | باشگاه فوتبال النهده عمان  |

### کویت
سرمربی:  نبیل معلول
اعلام ترکیب نهایی در ۳۰ دسامبر ۲۰۱۴.
| شماره | جایگاه    | بازیکن                 | تاریخ تولد/سن           | بازی‌های ملی | باشگاه                      |
| ----- | --------- | ---------------------- | ----------------------- | ----------- | --------------------------- |
| ۱     | دروازه‌بان | خالد الرشیدی           | ۲۰ آوریل ۱۹۸۷ (۲۷ سال)  | ۱۲          | باشگاه ورزشی السالمیه کویت  |
| ۲     | هافبک     | عامر الفضل             | ۲۱ آوریل ۱۹۸۸ (۲۶ سال)  | ۱۴          | باشگاه ورزشی القادسیه کویت  |
| ۳     | مدافع     | فهد عوض                | ۲۶ فوریه ۱۹۸۵ (۲۹ سال)  | ۲۷          | باشگاه ورزشی الکویت کویت    |
| ۴     | مدافع     | حسین فاضل              | ۹ اکتبر ۱۹۸۴ (۳۰ سال)   | ۴۳          | باشگاه فوتبال الوحده امارات |
| ۵     | مدافع     | فهد الهاجری            | ۱۰ نوامبر ۱۹۹۱ (۲۳ سال) | ۱۴          | باشگاه ورزشی القادسیه کویت  |
| ۶     | مدافع     | خالد القحطانی          | ۱۶ فوریه ۱۹۸۵ (۲۹ سال)  | ۱۴          | باشگاه ورزشی القادسیه کویت  |
| ۷     | هافبک     | طلال الفاضل            | ۱۱ اوت ۱۹۹۰ (۲۴ سال)    | ۰           | باشگاه ورزشی کاظمه کویت     |
| ۸     | هافبک     | صالح الشیخ             | ۲۹ مه ۱۹۸۲ (۳۲ سال)     | ۳۹          | باشگاه ورزشی القادسیه کویت  |
| ۹     | هافبک     | عبدالله البریکی        | ۱۲ اوت ۱۹۸۷ (۲۷ سال)    | ۱۰          | باشگاه ورزشی الکویت کویت    |
| ۱۰    | هافبک     | عزیز مشعان             | ۱۹ اکتبر ۱۹۸۸ (۲۶ سال)  | ۷           | باشگاه ورزشی القادسیه کویت  |
| ۱۱    | هافبک     | فهد الانصاری           | ۲۵ فوریه ۱۹۸۷ (۲۷ سال)  | ۲۱          | باشگاه ورزشی القادسیه کویت  |
| ۱۲    | هافبک     | سلطان العنزی           | ۲۹ مارس ۱۹۹۲ (۲۲ سال)   | ۱۵          | باشگاه ورزشی القادسیه کویت  |
| ۱۳    | مدافع     | مساعد ندا              | ۸ ژوئیه ۱۹۸۳ (۳۱ سال)   | ۷۰          | Al-Oruba                    |
| ۱۴    | هافبک     | طلال العامر            | ۲۲ فوریه ۱۹۸۷ (۲۷ سال)  | ۲۱          | باشگاه ورزشی القادسیه کویت  |
| ۱۵    | مهاجم     | فیصل العنزی            | ۱۱ ژوئن ۱۹۸۸ (۲۶ سال)   | ۰           | باشگاه ورزشی السالمیه کویت  |
| ۱۶    | هافبک     | فیصل زاید              | ۹ اکتبر ۱۹۹۱ (۲۳ سال)   | ۱           | Jahra                       |
| ۱۷    | مهاجم     | بدر المطوع             | ۱۰ ژانویه ۱۹۸۵ (۲۹ سال) | ۱۴۹         | باشگاه ورزشی القادسیه کویت  |
| ۱۸    | مدافع     | خالد الابراهیم         | ۲۸ اوت ۱۹۹۲ (۲۲ سال)    | ۵           | باشگاه ورزشی القادسیه کویت  |
| ۱۹    | مهاجم     | عبدالرحمان الشمری      | ۱۳ فوریه ۱۹۹۳ (۲۱ سال)  | ۲           | باشگاه ورزشی النصر کویت     |
| ۲۰    | مهاجم     | یوسف ناصر              | ۹ اکتبر ۱۹۹۰ (۲۴ سال)   | ۴۸          | باشگاه ورزشی کاظمه کویت     |
| ۲۱    | مهاجم     | علی مقصید              | ۱۱ دسامبر ۱۹۸۶ (۲۸ سال) | ۲۶          | باشگاه ورزشی العربی کویت    |
| ۲۲    | دروازه‌بان | نواف الخالدی (کاپیتان) | ۲۵ مه ۱۹۸۱ (۳۳ سال)     | ۱۰۰         | باشگاه ورزشی القادسیه کویت  |
| ۲۳    | دروازه‌بان | حمید یوسف              | ۱۰ اوت ۱۹۸۷ (۲۷ سال)    | ۶           | باشگاه ورزشی العربی کویت    |

## گروه B

### ازبکستان
سرمربی: میرجلال قاسیموف
اعلام ترکیب نهایی در ۳۰ دسامبر ۲۰۱۴.
| شماره | جایگاه    | بازیکن                | تاریخ تولد/سن           | بازی‌های ملی | باشگاه                         |
| ----- | --------- | --------------------- | ----------------------- | ----------- | ------------------------------ |
| ۱     | دروازه‌بان | الدوربک سایونوف       | ۱۲ آوریل ۱۹۹۱ (۲۳ سال)  | ۷           | باشگاه فوتبال نسف قرشی         |
| ۲     | مدافع     | ایگور کریمتس          | ۲۷ ژانویه ۱۹۹۲ (۲۲ سال) | ۴           | باشگاه فوتبال پاختاکور         |
| ۳     | مدافع     | شوکت مولاجانوف        | ۱۹ ژانویه ۱۹۸۶ (۲۸ سال) | ۲۳          | باشگاه فوتبال آلمالیق          |
| ۴     | مهاجم     | ساردور رشیدوف         | ۱۴ ژوئن ۱۹۹۱ (۲۳ سال)   | ۹           | باشگاه فوتبال بنیادکار         |
| ۵     | مدافع     | آنزور اسماعیلوف       | ۲۱ آوریل ۱۹۸۵ (۲۹ سال)  | ۵۵          | باشگاه فوتبال چانگچون یاتای    |
| ۶     | مهاجم     | بهادر نسیموف          | ۲ مه ۱۹۸۷ (۲۷ سال)      | ۱۱          | باشگاه فوتبال پدیده خراسان     |
| ۷     | هافبک     | عزیزبک حیدروف         | ۸ ژوئیه ۱۹۸۵ (۲۹ سال)   | ۵۶          | باشگاه فوتبال الشباب امارات    |
| ۸     | هافبک     | سرور جپاروف (کاپیتان) | ۳ اکتبر ۱۹۸۲ (۳۲ سال)   | ۱۰۲         | باشگاه فوتبال سئونگنام         |
| ۹     | هافبک     | عادل احمدف            | ۲۵ نوامبر ۱۹۸۷ (۲۷ سال) | ۶۰          | Krasnodar                      |
| ۱۰    | هافبک     | Jamshid Iskanderov    | ۱۶ اکتبر ۱۹۹۳ (۲۱ سال)  | ۹           | باشگاه فوتبال پاختاکور         |
| ۱۱    | مهاجم     | ایگور سرگیف           | ۳۰ آوریل ۱۹۹۳ (۲۱ سال)  | ۹           | باشگاه فوتبال پاختاکور         |
| ۱۲    | دروازه‌بان | ایگناتی نستروف        | ۲۰ ژوئن ۱۹۸۳ (۳۱ سال)   | ۸۴          | باشگاه فوتبال لوکوموتیو تاشکند |
| ۱۳    | هافبک     | Lutfulla Turaev       | ۳۰ مارس ۱۹۸۸ (۲۶ سال)   | ۱۱          | باشگاه فوتبال لوکوموتیو تاشکند |
| ۱۴    | مدافع     | Shukhrat Mukhammadiev | ۲۹ ژوئن ۱۹۸۹ (۲۵ سال)   | ۲           | باشگاه فوتبال نسف قرشی         |
| ۱۵    | هافبک     | جاسور حسنوف           | ۲ اوت ۱۹۸۳ (۳۱ سال)     | ۳۹          | باشگاه فوتبال لوکوموتیو تاشکند |
| ۱۶    | هافبک     | Vokhid Shodiev        | ۹ نوامبر ۱۹۸۶ (۲۸ سال)  | ۴           | باشگاه فوتبال بنیادکار         |
| ۱۷    | هافبک     | سنجر تورسونوف         | ۲۹ دسامبر ۱۹۸۶ (۲۸ سال) | ۳۶          | باشگاه فوتبال فورسکلا پولتاوا  |
| ۱۸    | هافبک     | تیمور کاپاتزه         | ۵ سپتامبر ۱۹۸۱ (۳۳ سال) | ۱۱۱         | باشگاه فوتبال لوکوموتیو تاشکند |
| ۱۹    | مدافع     | ویتالی دنیسوف         | ۲۴ فوریه ۱۹۸۷ (۲۷ سال)  | ۴۸          | باشگاه فوتبال لوکوموتیو مسکو   |
| ۲۰    | مدافع     | Islom Tukhtakhodjaev  | ۳۰ اکتبر ۱۹۸۹ (۲۵ سال)  | ۳۷          | باشگاه فوتبال لوکوموتیو تاشکند |
| ۲۱    | دروازه‌بان | Akbar Turaev          | ۲۷ اوت ۱۹۸۹ (۲۵ سال)    | ۰           | باشگاه فوتبال بنیادکار         |
| ۲۲    | هافبک     | فرخ سیفیف             | ۱۷ ژانویه ۱۹۹۱ (۲۳ سال) | ۲           | باشگاه فوتبال نسف قرشی         |
| ۲۳    | مدافع     | اکمل شاه‌رحمت‌اف        | ۱۰ مه ۱۹۸۶ (۲۸ سال)     | ۱۴          | باشگاه فوتبال بنیادکار         |

### چین
سرمربی:  آلن پرین
اعلام ترکیب نهایی در ۲۴ دسامبر ۲۰۱۴.
| شماره | جایگاه    | بازیکن           | تاریخ تولد/سن            | بازی‌های ملی | باشگاه                         |
| ----- | --------- | ---------------- | ------------------------ | ----------- | ------------------------------ |
| ۱     | دروازه‌بان | زنگ چنگ          | ۸ ژانویه ۱۹۸۷ (۲۸ سال)   | ۳۰          | باشگاه فوتبال گوانگ‌ژو اورگراند |
| ۲     | مدافع     | Ren Hang         | ۲۳ فوریه ۱۹۸۹ (۲۵ سال)   | ۱۰          | Jiangsu Sainty                 |
| ۳     | مدافع     | می فانگ          | ۱۴ نوامبر ۱۹۸۹ (۲۵ سال)  | ۸           | باشگاه فوتبال گوانگ‌ژو اورگراند |
| ۴     | مدافع     | جیانگ ژیپنگ      | ۶ مارس ۱۹۸۹ (۲۵ سال)     | ۷           | Guangzhou R&F                  |
| ۵     | مدافع     | ژانگ لینپنگ      | ۹ مه ۱۹۸۹ (۲۵ سال)       | ۴۱          | باشگاه فوتبال گوانگ‌ژو اورگراند |
| ۶     | مدافع     | Li Ang           | ۱۵ سپتامبر ۱۹۹۳ (۲۱ سال) | ۱           | Jiangsu Sainty                 |
| ۷     | هافبک     | وو لی            | ۱۹ نوامبر ۱۹۹۱ (۲۳ سال)  | ۲۲          | Shanghai SIPG                  |
| ۸     | هافبک     | Cai Huikang      | ۱۰ اکتبر ۱۹۸۹ (۲۵ سال)   | ۸           | Shanghai SIPG                  |
| ۹     | مهاجم     | یانگ شو          | ۱۲ فوریه ۱۹۸۷ (۲۷ سال)   | ۳۳          | باشگاه فوتبال شاندونگ لیونگ    |
| ۱۰    | هافبک     | ژنگ ژی (کاپیتان) | ۲۰ اوت ۱۹۸۰ (۳۴ سال)     | ۸۱          | باشگاه فوتبال گوانگ‌ژو اورگراند |
| ۱۱    | هافبک     | هائو جونمین      | ۲۴ مارس ۱۹۸۷ (۲۷ سال)    | ۴۹          | باشگاه فوتبال شاندونگ لیونگ    |
| ۱۲    | دروازه‌بان | Yan Junling      | ۲۸ ژانویه ۱۹۹۱ (۲۳ سال)  | ۰           | Shanghai SIPG                  |
| ۱۳    | هافبک     | لیو جیانی        | ۱۷ ژوئن ۱۹۸۷ (۲۷ سال)    | ۴۱          | Jiangsu Sainty                 |
| ۱۴    | مدافع     | Ji Xiang         | ۱ مارس ۱۹۹۰ (۲۴ سال)     | ۲           | Jiangsu Sainty                 |
| ۱۵    | مدافع     | Wu Xi            | ۱۹ فوریه ۱۹۸۹ (۲۵ سال)   | ۲۱          | Jiangsu Sainty                 |
| ۱۶    | مهاجم     | Sun Ke           | ۲۶ اوت ۱۹۸۹ (۲۵ سال)     | ۲۲          | Jiangsu Sainty                 |
| ۱۷    | مهاجم     | ژانگ چنگدونگ     | ۹ فوریه ۱۹۸۹ (۲۵ سال)    | ۱۴          | باشگاه فوتبال بیجینگ گوان      |
| ۱۸    | مهاجم     | گائو لین         | ۱۴ فوریه ۱۹۸۶ (۲۸ سال)   | ۷۹          | باشگاه فوتبال گوانگ‌ژو اورگراند |
| ۱۹    | هافبک     | لیو بین‌بین       | ۱۶ ژوئن ۱۹۹۳ (۲۱ سال)    | ۲           | باشگاه فوتبال شاندونگ لیونگ    |
| ۲۰    | هافبک     | یو هانچائو       | ۲۵ فوریه ۱۹۸۷ (۲۷ سال)   | ۳۶          | باشگاه فوتبال گوانگ‌ژو اورگراند |
| ۲۱    | هافبک     | یو های           | ۴ ژوئن ۱۹۸۷ (۲۷ سال)     | ۵۰          | باشگاه فوتبال گوئیژو رن        |
| ۲۲    | هافبک     | لیائو لیشنگ      | ۲۹ آوریل ۱۹۹۳ (۲۱ سال)   | ۴           | باشگاه فوتبال گوانگ‌ژو اورگراند |
| ۲۳    | دروازه‌بان | وانگ دالی        | ۱۰ ژانویه ۱۹۸۹ (۲۵ سال)  | ۱۰          | باشگاه فوتبال شاندونگ لیونگ    |

### عربستان سعودی
سرمربی:  کوزمین اولاریو
اعلام ترکیب نهایی در ۲۵ دسامبر ۲۰۱۴.
| شماره | جایگاه    | بازیکن               | تاریخ تولد/سن            | بازی‌های ملی | باشگاه                              |
| ----- | --------- | -------------------- | ------------------------ | ----------- | ----------------------------------- |
| ۱     | دروازه‌بان | ولید عبدالله         | ۱۹ آوریل ۱۹۸۶ (۲۸ سال)   | ۵۸          | الشباب عربستان سعودی                |
| ۲     | مدافع     | سعید المولد          | ۹ مارس ۱۹۹۱ (۲۳ سال)     | ۶           | الاهلی عربستان                      |
| ۳     | مدافع     | اسامه هوساوی         | ۳۱ مارس ۱۹۸۴ (۳۰ سال)    | ۱۰۳         | الاهلی عربستان                      |
| ۴     | مدافع     | عبدالله الزوری       | ۱۳ اوت ۱۹۸۷ (۲۷ سال)     | ۳۷          | الهلال عربستان                      |
| ۵     | مدافع     | عمر هوساوی           | ۲۷ سپتامبر ۱۹۸۵ (۲۹ سال) | ۶           | النصر عربستان                       |
| ۶     | هافبک     | مصطفی بصاص           | ۲ ژوئن ۱۹۹۳ (۲۱ سال)     | ۸           | الاهلی عربستان                      |
| ۷     | هافبک     | سلمان الفرج          | ۱ اوت ۱۹۸۹ (۲۵ سال)      | ۵           | الهلال عربستان                      |
| ۸     | مهاجم     | یحیی الشهری          | ۲۶ ژوئن ۱۹۹۰ (۲۴ سال)    | ۲۰          | النصر عربستان                       |
| ۹     | مهاجم     | نایف هزازی           | ۱۱ ژانویه ۱۹۸۹ (۲۵ سال)  | ۴۶          | الشباب عربستان سعودی                |
| ۱۰    | مهاجم     | محمد السهلاوی        | ۱۰ ژانویه ۱۹۸۷ (۲۷ سال)  | ۷           | الاهلی عربستان                      |
| ۱۱    | هافبک     | ولید باخشوین         | ۱۲ نوامبر ۱۹۸۹ (۲۵ سال)  | ۹           | الاهلی عربستان                      |
| ۱۲    | مدافع     | حسن معاذ فلاته       | ۲۷ ژانویه ۱۹۸۶ (۲۸ سال)  | ۴۸          | الشباب عربستان سعودی                |
| ۱۳    | مدافع     | یاسر الشهرانی        | ۲۵ مه ۱۹۹۲ (۲۲ سال)      | ۱۰          | الهلال عربستان                      |
| ۱۴    | هافبک     | سعود کریری (کاپیتان) | ۸ ژوئیه ۱۹۸۰ (۳۴ سال)    | ۱۲۵         | الهلال عربستان                      |
| ۱۵    | هافبک     | ابراهیم غالب         | ۲۸ سپتامبر ۱۹۹۰ (۲۴ سال) | ۱۵          | النصر عربستان                       |
| ۱۶    | مدافع     | معتز هوساوی          | ۱۷ فوریه ۱۹۹۲ (۲۲ سال)   | ۷           | الاهلی عربستان                      |
| ۱۷    | هافبک     | تیسیر الجاسم         | ۲۵ ژوئیه ۱۹۸۴ (۳۰ سال)   | ۹۰          | الاهلی عربستان                      |
| ۱۸    | هافبک     | سالم الدوسری         | ۱۹ اوت ۱۹۹۱ (۲۳ سال)     | ۱۷          | الهلال عربستان                      |
| ۱۹    | مهاجم     | فهد المولد           | ۱۴ سپتامبر ۱۹۹۴ (۲۰ سال) | ۱۵          | باشگاه فوتبال الاتحاد عربستان سعودی |
| ۲۰    | هافبک     | نواف عابد            | ۲۶ ژانویه ۱۹۹۰ (۲۴ سال)  | ۲۳          | الهلال عربستان                      |
| ۲۱    | دروازه‌بان | عبدالله السدیری      | ۲ فوریه ۱۹۹۲ (۲۲ سال)    | ۱           | الهلال عربستان                      |
| ۲۲    | دروازه‌بان | عبدالله مطلق العنزی  | ۲۰ سپتامبر ۱۹۹۰ (۲۴ سال) | ۲           | النصر عربستان                       |
| ۲۳    | مدافع     | ماجد المرشدی         | ۱ نوامبر ۱۹۸۴ (۳۰ سال)   | ۴۵          | الشباب عربستان سعودی                |

### کره شمالی
سرمربی: جو تانگ سوپ
اعلام ترکیب نهایی در ۳۰ دسامبر ۲۰۱۴.
| شماره | جایگاه    | بازیکن                 | تاریخ تولد/سن            | بازی‌های ملی | باشگاه                       |
| ----- | --------- | ---------------------- | ------------------------ | ----------- | ---------------------------- |
| ۱     | دروازه‌بان | ری مایان گوک (کاپیتان) | ۹ سپتامبر ۱۹۸۶ (۲۸ سال)  | ۵۴          | Pyongyang City               |
| ۲     | مدافع     | Ri Chang-ho            | ۴ ژانویه ۱۹۹۰ (۲۵ سال)   | ۰           | Rimyongsu                    |
| ۳     | مدافع     | جانگ سونگ-هیوک         | ۱۸ ژانویه ۱۹۹۱ (۲۳ سال)  | ۱۰          | Rimyongsu                    |
| ۴     | مدافع     | جون کوانگ ایک          | ۵ آوریل ۱۹۸۸ (۲۶ سال)    | ۳۵          | باشگاه ورزشی آمنوکگانگ       |
| ۵     | مدافع     | Han Song-hyok          | ۱۱ دسامبر ۱۹۸۷ (۲۷ سال)  | ۳           | Rimyongsu                    |
| ۶     | مدافع     | Ro Hak-su              | ۱۹ ژانویه ۱۹۹۰ (۲۴ سال)  | ۱۲          | Rimyongsu                    |
| ۷     | هافبک     | Ri Sang-chol           | ۲۶ دسامبر ۱۹۹۰ (۲۴ سال)  | ۲           | Rimyongsu                    |
| ۸     | هافبک     | ریانگ یونگ-گی          | ۷ ژانویه ۱۹۸۲ (۳۳ سال)   | ۲۱          | باشگاه فوتبال وگالتا سندای   |
| ۹     | هافبک     | Pak Song-chol          | ۲۴ سپتامبر ۱۹۸۷ (۲۷ سال) | ۳۱          | Rimyongsu                    |
| ۱۰    | مهاجم     | پاک کوانگ-ریونگ        | ۲۷ سپتامبر ۱۹۹۲ (۲۲ سال) | ۱۲          | باشگاه فوتبال فادوتس         |
| ۱۱    | هافبک     | جونگ ایل-گوان          | ۳۰ اکتبر ۱۹۹۲ (۲۲ سال)   | ۲۵          | Rimyongsu                    |
| ۱۲    | مهاجم     | Om Chol-song           | ۱۲ نوامبر ۱۹۹۲ (۲۲ سال)  | ۱           | April ۲۵                     |
| ۱۳    | مدافع     | Sim Hyon-jin           | ۱ ژانویه ۱۹۹۱ (۲۴ سال)   | ۹           | April ۲۵                     |
| ۱۴    | مهاجم     | Kye Song-hyok          | ۱۲ نوامبر ۱۹۹۲ (۲۲ سال)  | ۲           | April ۲۵                     |
| ۱۵    | مدافع     | جانگ کوک-چول           | ۱۶ فوریه ۱۹۹۴ (۲۰ سال)   | ۱۱          | Hwaebul                      |
| ۱۶    | مدافع     | چا جونگ هیوک           | ۲۵ سپتامبر ۱۹۸۵ (۲۹ سال) | ۴۵          | Wil ۱۹۰۰                     |
| ۱۷    | مهاجم     | So Hyon-uk             | ۱۷ آوریل ۱۹۹۲ (۲۲ سال)   | ۳           | April ۲۵                     |
| ۱۸    | دروازه‌بان | ری کوانگ-ایل           | ۱۳ آوریل ۱۹۸۸ (۲۶ سال)   | ۰           | April ۲۵                     |
| ۱۹    | هافبک     | ری یونگ-جیک            | ۸ فوریه ۱۹۹۱ (۲۳ سال)    | ۰           | باشگاه فوتبال توکوشیما ورتیس |
| ۲۰    | مهاجم     | Choe Won               | ۲۵ نوامبر ۱۹۹۲ (۲۲ سال)  | ۰           | Hwaebul                      |
| ۲۱    | هافبک     | O Hyok-chol            | ۲ اوت ۱۹۹۱ (۲۳ سال)      | ۳           | April ۲۵                     |
| ۲۲    | دروازه‌بان | جو کوانگ-مین           | ۲۰ مه ۱۹۹۰ (۲۴ سال)      | ۱۴          | Rimyongsu                    |

## گروه C

### ایران
سرمربی:  کارلوس کی‌روش
اعلام ترکیب نهایی در ۳۰ دسامبر ۲۰۱۴. در ۷ ژانویه سال ۲۰۱۵، هاشم بیک‌زاده با محمدرضا خانزاده به دلیل مصدومیت جایگزین شد.
| شماره | جایگاه    | بازیکن                | تاریخ تولد/سن            | بازی‌های ملی | باشگاه            |
| ----- | --------- | --------------------- | ------------------------ | ----------- | ----------------- |
| ۱     | دروازه‌بان | علیرضا حقیقی          | ۲ مه ۱۹۸۸ (۲۶ سال)       | ۱۰          | پنافیل            |
| ۲     | مدافع     | خسرو حیدری            | ۱۴ سپتامبر ۱۹۸۳ (۳۱ سال) | ۵۳          | استقلال تهران     |
| ۳     | هافبک     | احسان حاج‌صفی          | ۲۵ فوریه ۱۹۹۰ (۲۴ سال)   | ۶۶          | سپاهان اصفهان     |
| ۴     | مدافع     | سید جلال حسینی        | ۳ فوریه ۱۹۸۲ (۳۲ سال)    | ۸۹          | الاهلی قطر        |
| ۵     | مدافع     | امیرحسین صادقی        | ۶ سپتامبر ۱۹۸۱ (۳۳ سال)  | ۲۰          | استقلال تهران     |
| ۶     | هافبک     | جواد نکونام (کاپیتان) | ۷ سپتامبر ۱۹۸۰ (۳۴ سال)  | ۱۴۵         | اوساسونا          |
| ۷     | هافبک     | مسعود شجاعی           | ۹ ژوئن ۱۹۸۴ (۳۰ سال)     | ۵۴          | الشحانیه          |
| ۸     | مدافع     | مرتضی پورعلی‌گنجی      | ۱۹ آوریل ۱۹۹۲ (۲۲ سال)   | ۱           | نفت تهران         |
| ۹     | هافبک     | امید ابراهیمی         | ۱۶ سپتامبر ۱۹۸۷ (۲۷ سال) | ۷           | استقلال تهران     |
| ۱۰    | مهاجم     | کریم انصاری‌فرد        | ۳ آوریل ۱۹۹۰ (۲۴ سال)    | ۴۵          | اوساسونا          |
|       | مدافع     | وریا غفوری            | ۲۰ سپتامبر ۱۹۸۷ (۲۷ سال) | ۲           | سپاهان اصفهان     |
| ۱۲    | دروازه‌بان | محسن فروزان           | ۳ مه ۱۹۸۸ (۲۶ سال)       | ۲           | استقلال تهران     |
| ۱۳    | مهاجم     | وحید امیری            | ۲ آوریل ۱۹۸۸ (۲۶ سال)    | ۱           | نفت تهران         |
| ۱۴    | هافبک     | آندرانیک تیموریان     | ۶ مارس ۱۹۸۳ (۳۱ سال)     | ۸۴          | تراکتورسازی تبریز |
| ۱۵    | مدافع     | رامین رضاییان         | ۲۱ مارس ۱۹۹۰ (۲۴ سال)    | ۱           | راه‌آهن            |
| ۱۶    | مهاجم     | رضا قوچان‌نژاد         | ۲۰ سپتامبر ۱۹۸۷ (۲۷ سال) | ۱۹          | چارلتون اتلتیک    |
| ۱۷    | هافبک     | سروش رفیعی            | ۲۴ مارس ۱۹۹۰ (۲۴ سال)    | ۲           | فولاد خوزستان     |
| ۱۸    | مهاجم     | علیرضا جهانبخش        | ۱۱ اوت ۱۹۹۳ (۲۱ سال)     | ۱۲          | ان.ئی.سی          |
| ۱۹    | مدافع     | محمدرضا خانزاده       | ۱۱ مه ۱۹۹۱ (۲۳ سال)      | ۷           | پرسپولیس تهران    |
| ۲۰    | مهاجم     | سردار آزمون           | ۱ ژانویه ۱۹۹۵ (۲۰ سال)   | ۴           | روبین کازان       |
| ۲۱    | مهاجم     | اشکان دژآگه           | ۵ ژوئن ۱۹۸۶ (۲۸ سال)     | ۱۹          | العربی قطر        |
| ۲۲    | دروازه‌بان | علیرضا بیرانوند       | ۲۲ سپتامبر ۱۹۹۲ (۲۲ سال) | ۱           | نفت تهران         |
|       | مدافع     | مهرداد پولادی         | ۲۶ فوریه ۱۹۸۷ (۲۷ سال)   | ۲۴          | الشحانیه          |

### امارات متحده عربی
سرمربی: مهدی علی
اعلام ترکیب نهایی در ۲۷ دسامبر ۲۰۱۴.
| شماره | جایگاه    | بازیکن                    | تاریخ تولد/سن            | بازی‌های ملی | باشگاه                      |
| ----- | --------- | ------------------------- | ------------------------ | ----------- | --------------------------- |
| ۱     | دروازه‌بان | ماجد ناصر (کاپیتان)       | ۱ آوریل ۱۹۸۴ (۳۰ سال)    | ۶۴          | باشگاه فوتبال الوصل امارات  |
| ۲     | هافبک     | حسن ابراهیم ساغر          | ۱۹ اکتبر ۱۹۹۰ (۲۴ سال)   | ۴           | باشگاه فوتبال الشباب امارات |
| ۳     | مدافع     | ولید عباس                 | ۱۱ ژوئن ۱۹۸۵ (۲۹ سال)    | ۱۵          | باشگاه فوتبال الاهلی امارات |
| ۴     | هافبک     | حبیب فردان                | ۱۱ نوامبر ۱۹۹۰ (۲۴ سال)  | ۱۴          | باشگاه فوتبال النصر امارات  |
| ۵     | هافبک     | عامر عبدالرحمن            | ۳ ژوئیه ۱۹۸۹ (۲۵ سال)    | ۳۷          | باشگاه ورزشی بنی یاس        |
| ۶     | مدافع     | منهد سالم                 | ۱ مارس ۱۹۸۵ (۲۹ سال)     | ۳           | باشگاه فوتبال العین         |
| ۷     | مهاجم     | علی مبخوت                 | ۵ اکتبر ۱۹۹۰ (۲۴ سال)    | ۳۱          | باشگاه الجزیره امارات       |
| ۸     | مدافع     | حمدان الکمالی             | ۲ مه ۱۹۸۹ (۲۵ سال)       | ۳۱          | باشگاه فوتبال الوحده امارات |
| ۹     | مدافع     | عبدالعزیز حسین            | ۱۰ سپتامبر ۱۹۹۰ (۲۴ سال) | ۹           | باشگاه فوتبال الاهلی امارات |
| ۱۰    | هافبک     | عمر عبدالرحمن             | ۲۰ سپتامبر ۱۹۹۱ (۲۳ سال) | ۲۶          | باشگاه فوتبال العین         |
| ۱۱    | مهاجم     | احمد خلیل                 | ۸ ژوئن ۱۹۹۱ (۲۳ سال)     | ۵۷          | باشگاه فوتبال الاهلی امارات |
| ۱۲    | دروازه‌بان | خالد عیسی                 | ۱۵ سپتامبر ۱۹۸۹ (۲۵ سال) | ۰           | باشگاه فوتبال العین         |
| ۱۳    | هافبک     | خمیس اسماعیل              | ۱۶ اوت ۱۹۸۹ (۲۵ سال)     | ۶           | باشگاه الجزیره امارات       |
| ۱۴    | مدافع     | عبدالعزیز صنقور           | ۷ مه ۱۹۸۹ (۲۵ سال)       | ۲           | باشگاه فوتبال الاهلی امارات |
| ۱۵    | هافبک     | اسماعیل الحمادی           | ۱ ژوئیه ۱۹۸۸ (۲۶ سال)    | ۵۱          | باشگاه فوتبال الاهلی امارات |
| ۱۶    | هافبک     | محمد عبدالرحمن            | ۱ ژانویه ۱۹۸۹ (۲۶ سال)   | ۲           | باشگاه فوتبال العین         |
| ۱۷    | هافبک     | ماجد حسن                  | ۱ اوت ۱۹۹۲ (۲۲ سال)      | ۳           | باشگاه فوتبال الاهلی امارات |
| ۱۸    | مدافع     | محمد فوزی                 | ۲۲ فوریه ۱۹۹۰ (۲۴ سال)   | ۴           | باشگاه فوتبال العین         |
| ۱۹    | مدافع     | محمد اسماعیل احمد اسماعیل | ۱ ژوئیه ۱۹۸۳ (۳۱ سال)    | ۱           | باشگاه فوتبال العین         |
| ۲۰    | مهاجم     | سعید الکثیری              | ۲۸ مارس ۱۹۸۸ (۲۶ سال)    | ۱۵          | باشگاه فوتبال الوحده امارات |
| ۲۱    | هافبک     | حبوش صالح                 | ۱۳ ژوئیه ۱۹۸۹ (۲۵ سال)   | ۸           | باشگاه ورزشی بنی یاس        |
| ۲۲    | دروازه‌بان | محمد یوسف خلف             | ۲۵ مه ۱۹۹۱ (۲۳ سال)      | ۰           | باشگاه فوتبال الشارجه       |
| ۲۳    | مدافع     | محمد احمد                 | ۱۶ آوریل ۱۹۸۹ (۲۵ سال)   | ۹           | باشگاه فوتبال العین         |

### قطر
سرمربی:  جمال بلماضی
اعلام ترکیب نهایی در ۲۳ دسامبر ۲۰۱۴.
| شماره | جایگاه    | بازیکن                 | تاریخ تولد/سن            | بازی‌های ملی | باشگاه                   |
| ----- | --------- | ---------------------- | ------------------------ | ----------- | ------------------------ |
| ۱     | دروازه‌بان | قاسم برهان             | ۱۵ دسامبر ۱۹۸۵ (۲۹ سال)  | ۶۶          | باشگاه ورزشی الغرافه     |
| ۲     | مدافع     | محمد موسی              | ۲۳ مارس ۱۹۸۶ (۲۸ سال)    | ۲۴          | باشگاه ورزشی لخویا       |
| ۳     | مدافع     | عبدالکریم حسن          | ۲۸ اوت ۱۹۹۳ (۲۱ سال)     | ۲۸          | باشگاه ورزشی السد        |
| ۴     | مدافع     | المهدی علی مختار       | ۲ مارس ۱۹۹۲ (۲۲ سال)     | ۱۲          | باشگاه ورزشی السد        |
| ۵     | هافبک     | عبدالعزیز حاتم         | ۲۸ اکتبر ۱۹۹۰ (۲۴ سال)   | ۱۹          | باشگاه فوتبال العربی قطر |
| ۶     | مدافع     | بلال محمد              | ۲ ژوئن ۱۹۸۶ (۲۸ سال)     | ۱۰۳         | باشگاه ورزشی الغرافه     |
| ۷     | مدافع     | خالد مفتاح             | ۲ ژوئیه ۱۹۹۲ (۲۲ سال)    | ۲۶          | باشگاه ورزشی لخویا       |
| ۸     | هافبک     | علی اسدالله            | ۱۹ ژانویه ۱۹۹۳ (۲۱ سال)  | ۱۰          | باشگاه ورزشی السد        |
| ۹     | مهاجم     | مشعل عبدالله (کاپیتان) | ۲ مه ۱۹۸۴ (۳۰ سال)       | ۳۳          | باشگاه ورزشی الاهلی قطر  |
| ۱۰    | هافبک     | خلفان ابراهیم          | ۱۸ فوریه ۱۹۸۸ (۲۶ سال)   | ۸۱          | باشگاه ورزشی السد        |
| ۱۱    | مهاجم     | حسن الهیدوس            | ۱۱ دسامبر ۱۹۹۰ (۲۴ سال)  | ۴۹          | باشگاه ورزشی السد        |
| ۱۲    | مهاجم     | ماجد محمد              | ۱۱ اکتبر ۱۹۸۵ (۲۹ سال)   | ۵۶          | باشگاه ورزشی الجیش قطر   |
| ۱۳    | مدافع     | ابراهیم ماجد           | ۱۲ مه ۱۹۹۰ (۲۴ سال)      | ۶۷          | باشگاه ورزشی السد        |
| ۱۴    | هافبک     | خالد عبدالرئوف         | ۱۴ نوامبر ۱۹۸۹ (۲۵ سال)  | ۴           | باشگاه ورزشی الجیش قطر   |
| ۱۵    | مدافع     | عبدالرحمن ابوبکر       | ۳ اوت ۱۹۹۰ (۲۴ سال)      | ۲           | باشگاه ورزشی الجیش قطر   |
| ۱۶    | هافبک     | بوعلام خوخی            | ۷ سپتامبر ۱۹۹۰ (۲۴ سال)  | ۱۱          | باشگاه فوتبال العربی قطر |
| ۱۷    | هافبک     | اسماعیل محمد           | ۵ آوریل ۱۹۹۰ (۲۴ سال)    | ۱۴          | باشگاه ورزشی لخویا       |
| ۱۸    | مهاجم     | ترسور کانگامبو         | ۸ آوریل ۱۹۸۷ (۲۷ سال)    | ۰           | باشگاه ورزشی لخویا       |
| ۱۹    | هافبک     | محمد مونتاری           | ۲۰ دسامبر ۱۹۹۳ (۲۱ سال)  | ۰           | باشگاه ورزشی الجیش قطر   |
| ۲۰    | هافبک     | کریم بودیاف            | ۱۶ سپتامبر ۱۹۸۹ (۲۵ سال) | ۹           | باشگاه ورزشی لخویا       |
| ۲۱    | دروازه‌بان | احمد صوفیان            | ۹ اوت ۱۹۹۰ (۲۴ سال)      | ۲           | باشگاه ورزشی الجیش قطر   |
| ۲۲    | دروازه‌بان | سعد الشیب              | ۱۹ فوریه ۱۹۹۰ (۲۴ سال)   | ۱۵          | باشگاه ورزشی السد        |
| ۲۳    | هافبک     | احمد عبدالمقصود        | ۷ اوت ۱۹۸۹ (۲۵ سال)      | ۹           | باشگاه ورزشی ام صلال     |

### بحرین
سرمربی: مرجان عید
اعلام ترکیب نهایی در ۳۰ دسامبر ۲۰۱۴.
| شماره | جایگاه    | بازیکن              | تاریخ تولد/سن            | بازی‌های ملی | باشگاه                |
| ----- | --------- | ------------------- | ------------------------ | ----------- | --------------------- |
| ۱     | دروازه‌بان | محمد جعفر           | ۲۵ اوت ۱۹۸۵ (۲۹ سال)     | ۵۴          | باشگاه ورزشی المحرق   |
| ۲     | مدافع     | محمد حسین (کاپیتان) | ۳۱ ژوئیه ۱۹۸۰ (۳۴ سال)   | ۹۰          | النصر عربستان         |
| ۳     | مدافع     | ولید الحیام         | ۴ نوامبر ۱۹۸۸ (۲۶ سال)   | ۸           | باشگاه ورزشی المحرق   |
| ۴     | هافبک     | سید ضیاء سعید       | ۱۷ ژوئیه ۱۹۹۲ (۲۲ سال)   | ۱۶          | باشگاه ورزشی الرفاع   |
| ۵     | مدافع     | Abdulla Shalal      | ۳۱ ژانویه ۱۹۹۳ (۲۱ سال)  | ۱           | باشگاه ورزشی الرفاع   |
| ۶     | مدافع     | عبدالله یاسر        | ۲۷ مارس ۱۹۸۸ (۲۶ سال)    | ۵           | باشگاه ورزشی المحرق   |
| ۷     | هافبک     | عبدالوهاب الصافی    | ۴ ژوئن ۱۹۸۴ (۳۰ سال)     | ۳۶          | القادسیه عربستان      |
| ۸     | هافبک     | سید جعفر احمد       | ۴ مارس ۱۹۹۱ (۲۳ سال)     | ۹           | Al-Busaiteen          |
| ۹     | هافبک     | عبدالوهاب المالود   | ۲۱ ژوئیه ۱۹۸۹ (۲۵ سال)   | ۱۵          | Hidd                  |
| ۱۰    | مهاجم     | محمد طیب العلوی     | ۱۳ اکتبر ۱۹۸۹ (۲۵ سال)   | ۱۰          | باشگاه ورزشی الرفاع   |
| ۱۱    | مهاجم     | اسماعیل عبداللطیف   | ۱۱ سپتامبر ۱۹۸۶ (۲۸ سال) | ۶۱          | باشگاه ورزشی المحرق   |
| ۱۲    | هافبک     | فوزی عایش           | ۲۷ فوریه ۱۹۸۵ (۲۹ سال)   | ۵۹          | باشگاه ورزشی السیلیه  |
| ۱۳    | مدافع     | عبدالله الهزاع      | ۱۹ ژوئیه ۱۹۹۰ (۲۴ سال)   | ۲۷          | Hidd                  |
| ۱۴    | مهاجم     | جسی جان اوکوونوان   | ۸ اکتبر ۱۹۸۵ (۲۹ سال)    | ۴۵          | باشگاه ورزشی المسیمیر |
| ۱۵    | هافبک     | عبدالله عمر         | ۱ ژانویه ۱۹۸۷ (۲۸ سال)   | ۴۲          | باشگاه ورزشی المحرق   |
| ۱۶    | مهاجم     | عبدالله یوسف هلال   | ۱۲ ژوئن ۱۹۹۳ (۲۱ سال)    | ۰           | East Riffa            |
| ۱۷    | مدافع     | حسین علی بابا       | ۱۱ فوریه ۱۹۸۲ (۳۲ سال)   | ۷۱          | باشگاه ورزشی المحرق   |
| ۱۸    | مدافع     | محمد دعیج           | ۹ مه ۱۹۸۹ (۲۵ سال)       | ۲۳          | باشگاه ورزشی الرفاع   |
| ۱۹    | مهاجم     | Faisal Abudahoom    | ۲۵ سپتامبر ۱۹۸۸ (۲۶ سال) | ۰           | East Riffa            |
| ۲۰    | مهاجم     | سامی الحسینی        | ۲۹ سپتامبر ۱۹۸۹ (۲۵ سال) | ۳۷          | Al-Busaiteen          |
| ۲۱    | دروازه‌بان | حمد الدوسری         | ۲۴ ژوئیه ۱۹۸۹ (۲۵ سال)   | ۱           | باشگاه ورزشی الرفاع   |
| ۲۲    | دروازه‌بان | اشرف وحید           | ۵ ژوئیه ۱۹۹۱ (۲۳ سال)    | ۰           | باشگاه فوتبال منامه   |
| ۲۳    | مدافع     | راشد الهوتی         | ۲۴ دسامبر ۱۹۸۹ (۲۵ سال)  | ۱۶          | باشگاه ورزشی الرفاع   |

## گروه D

### ژاپن
سرمربی:  خاویر آگیره
اعلام ترکیب نهایی در ۱۵ دسامبر ۲۰۱۴.
| شماره | جایگاه    | بازیکن                 | تاریخ تولد/سن            | بازی‌های ملی | باشگاه                           |
| ----- | --------- | ---------------------- | ------------------------ | ----------- | -------------------------------- |
| ۱     | دروازه‌بان | یجی کاواشیما           | ۲۰ مارس ۱۹۸۳ (۳۱ سال)    | ۶۴          | باشگاه فوتبال استاندارد لیژ      |
| ۲     | مدافع     | نائومچی اوئدا          | ۲۴ اکتبر ۱۹۹۴ (۲۰ سال)   | ۰           | باشگاه فوتبال کاشیما آنتلرز      |
| ۳     | مدافع     | کوسوکه اوتا            | ۲۳ ژوئیه ۱۹۸۷ (۲۷ سال)   | ۳           | باشگاه فوتبال توکیو              |
| ۴     | مهاجم     | کیسوکه هوندا           | ۱۳ ژوئن ۱۹۸۶ (۲۸ سال)    | ۶۵          | باشگاه فوتبال آ.ث. میلان         |
| ۵     | مدافع     | یوتو ناگاتومو          | ۱۲ سپتامبر ۱۹۸۶ (۲۸ سال) | ۷۶          | باشگاه فوتبال اینتر میلان        |
| ۶     | هافبک     | ماساتو موریشیگه        | ۲۱ مه ۱۹۸۷ (۲۷ سال)      | ۱۷          | باشگاه فوتبال توکیو              |
| ۷     | هافبک     | یاسوهیتو اندو          | ۲۸ ژانویه ۱۹۸۰ (۳۴ سال)  | ۱۴۸         | باشگاه فوتبال گامبا اوساکا       |
| ۸     | مهاجم     | هیروشی کی‌یوتاک         | ۱۲ نوامبر ۱۹۸۹ (۲۵ سال)  | ۲۶          | هانوفر ۹۶                        |
| ۹     | مهاجم     | شینجی اوکازاکی         | ۱۶ آوریل ۱۹۸۶ (۲۸ سال)   | ۸۴          | ماینتس ۰۵                        |
| ۱۰    | هافبک     | شینجی کاگاوا           | ۱۷ مارس ۱۹۸۹ (۲۵ سال)    | ۶۳          | بروسیا دورتموند                  |
| ۱۱    | مهاجم     | یوهی تویودا            | ۱۱ آوریل ۱۹۸۵ (۲۹ سال)   | ۶           | باشگاه فوتبال ساگان توسو         |
| ۱۲    | دروازه‌بان | شوساکو نیشیکاوا        | ۱۸ ژوئن ۱۹۸۶ (۲۸ سال)    | ۱۵          | باشگاه فوتبال اوراوا رد دایموندز |
| ۱۳    | هافبک     | یو کوبایاشی            | ۲۳ سپتامبر ۱۹۸۷ (۲۷ سال) | ۲           | باشگاه فوتبال کاوازاکی فرونتال   |
| ۱۴    | مهاجم     | یوشینوری موتو          | ۱۵ ژوئیه ۱۹۹۲ (۲۲ سال)   | ۶           | باشگاه فوتبال توکیو              |
| ۱۵    | هافبک     | یاسویوکی کونو          | ۲۵ ژانویه ۱۹۸۳ (۳۱ سال)  | ۸۴          | باشگاه فوتبال گامبا اوساکا       |
| ۱۶    | مدافع     | تسوکاسا شیوتانی        | ۵ دسامبر ۱۹۸۸ (۲۶ سال)   | ۲           | باشگاه فوتبال سانفریس هیروشیما   |
| ۱۷    | هافبک     | ماکوتو هاسبه (کاپیتان) | ۱۸ ژانویه ۱۹۸۴ (۳۰ سال)  | ۸۳          | اینتراخت فرانکفورت               |
| ۱۸    | مدافع     | تاکاشی ینوی            | ۲ ژوئن ۱۹۸۸ (۲۶ سال)     | ۱۴          | اینتراخت فرانکفورت               |
| ۱۹    | مدافع     | گن شوجی                | ۱۱ دسامبر ۱۹۹۲ (۲۲ سال)  | ۰           | باشگاه فوتبال کاشیما آنتلرز      |
| ۲۰    | هافبک     | گاکو شیباساکی          | ۲۸ مه ۱۹۹۲ (۲۲ سال)      | ۴           | باشگاه فوتبال کاشیما آنتلرز      |
| ۲۱    | مدافع     | گوتوکو ساکای           | ۱۴ مارس ۱۹۹۱ (۲۳ سال)    | ۱۹          | باشگاه فوتبال اشتوتگارت          |
| ۲۲    | مدافع     | مایا یوشیدا            | ۲۴ اوت ۱۹۸۸ (۲۶ سال)     | ۴۹          | باشگاه فوتبال ساوت‌همپتون         |
| ۲۳    | دروازه‌بان | ماساکی هیگاشیگوچی      | ۱۲ مه ۱۹۸۶ (۲۸ سال)      | ۰           | باشگاه فوتبال گامبا اوساکا       |

### اردن
سرمربی:  رای ویلکینز
اعلام ترکیب نهایی در ۱۸ دسامبر ۲۰۱۴.
| شماره | جایگاه    | بازیکن              | تاریخ تولد/سن           | بازی‌های ملی | باشگاه                              |
| ----- | --------- | ------------------- | ----------------------- | ----------- | ----------------------------------- |
| ۱     | دروازه‌بان | عامر شفیع (کاپیتان) | ۱۴ فوریه ۱۹۸۲ (۳۲ سال)  | ۱۰۷         | باشگاه ورزشی الوحدات                |
| ۲     | هافبک     | Raja'i Ayed         | ۲۵ ژوئیه ۱۹۹۳ (۲۱ سال)  | ۱۲          | باشگاه ورزشی الوحدات                |
| ۳     | مدافع     | طارق خطاب           | ۶ مه ۱۹۹۲ (۲۲ سال)      | ۱۹          | الشباب عربستان سعودی                |
| ۴     | هافبک     | Samir Raja          | ۳ سپتامبر ۱۹۹۴ (۲۰ سال) | ۱           | باشگاه ورزشی الوحدات                |
| ۵     | مدافع     | محمد مصطفی          | ۲۹ اکتبر ۱۹۸۹ (۲۵ سال)  | ۳۸          | باشگاه ورزشی الخور                  |
| ۶     | هافبک     | سعید مرجان          | ۱۰ فوریه ۱۹۹۰ (۲۴ سال)  | ۴۶          | باشگاه ورزشی الرمثا                 |
| ۷     | مهاجم     | محمود زعتره         | ۸ ژانویه ۱۹۹۱ (۲۴ سال)  | ۵           | باشگاه ورزشی الوحدات                |
| ۸     | مهاجم     | عدی الصیفی          | ۲۶ مه ۱۹۸۶ (۲۸ سال)     | ۷۴          | باشگاه ورزشی السالمیه کویت          |
| ۹     | هافبک     | Ahmed Sariweh       | ۲۳ ژانویه ۱۹۹۴ (۲۰ سال) | ۵           | القادسیه عربستان                    |
| ۱۰    | مهاجم     | احمد هایل           | ۳۰ اکتبر ۱۹۸۳ (۳۱ سال)  | ۵۹          | باشگاه ورزشی العربی کویت            |
| ۱۱    | مدافع     | عدی زهران           | ۲۹ ژانویه ۱۹۹۱ (۲۳ سال) | ۳۳          | باشگاه فوتبال الشباب اردن           |
| ۱۲    | دروازه‌بان | معتز یاسین          | ۳ نوامبر ۱۹۸۲ (۳۲ سال)  | ۷           | That Ras                            |
| ۱۳    | هافبک     | خلیل بنی عطیه       | ۸ ژوئن ۱۹۹۱ (۲۳ سال)    | ۴۵          | الفیصلی عربستان                     |
| ۱۴    | مهاجم     | عبدالله ذیب         | ۱۰ مارس ۱۹۸۷ (۲۷ سال)   | ۷۸          | باشگاه ورزشی الرفاع                 |
| ۱۵    | هافبک     | Mohammad Al-Dawud   | ۱۲ آوریل ۱۹۹۲ (۲۲ سال)  | ۶           | Hidd                                |
| ۱۶    | هافبک     | Munther Abu Amarah  | ۲۴ آوریل ۱۹۹۲ (۲۲ سال)  | ۹           | باشگاه ورزشی الوحدات                |
| ۱۷    | هافبک     | Saleh Rateb         | ۱۸ دسامبر ۱۹۹۴ (۲۰ سال) | ۳           | باشگاه ورزشی الوحدات                |
| ۱۸    | هافبک     | Ahmed Elias         | ۹ نوامبر ۱۹۹۰ (۲۴ سال)  | ۴           | باشگاه ورزشی الوحدات                |
| ۱۹    | مدافع     | انس بنی یاسین       | ۲۹ نوامبر ۱۹۸۸ (۲۶ سال) | ۶۶          | الرائد عربستان                      |
| ۲۰    | مهاجم     | حمزه الدردور        | ۱۲ مه ۱۹۹۱ (۲۳ سال)     | ۲۱          | Al-Khaleej                          |
| ۲۱    | مدافع     | محمد الدمیری        | ۳۰ اوت ۱۹۸۷ (۲۷ سال)    | ۵۱          | باشگاه فوتبال الاتحاد عربستان سعودی |
| ۲۲    | دروازه‌بان | احمد عبدالستار      | ۶ ژوئیه ۱۹۸۴ (۳۰ سال)   | ۷           | باشگاه فوتبال الجزیره (امان)        |
| ۲۳    | مهاجم     | یوسف الرواشده       | ۱۴ مارس ۱۹۹۰ (۲۴ سال)   | ۱۳          | باشگاه ورزشی الرمثا                 |

### عراق
سرمربی: راضی شنیشل
اعلام ترکیب نهایی در ۲۹ دسامبر ۲۰۱۴.
| شماره | جایگاه    | بازیکن               | تاریخ تولد/سن           | بازی‌های ملی | باشگاه                      |
| ----- | --------- | -------------------- | ----------------------- | ----------- | --------------------------- |
| ۱     | دروازه‌بان | Ali Yaseen           | ۹ اوت ۱۹۹۳ (۲۱ سال)     | ۰           | باشگاه فوتبال نفط الجنوب    |
| ۲     | مدافع     | احمد ابراهیم خلف     | ۲۵ فوریه ۱۹۹۲ (۲۲ سال)  | ۴۱          | باشگاه فوتبال عجمان امارات  |
| ۳     | مدافع     | علی بهجت             | ۳ مارس ۱۹۹۲ (۲۲ سال)    | ۲۱          | باشگاه فوتبال پلیس عراق     |
| ۴     | مدافع     | علی فائز عطیه        | ۹ سپتامبر ۱۹۹۴ (۲۰ سال) | ۸           | باشگاه ورزشی اربیل          |
| ۵     | هافبک     | یاسر قاسم            | ۱۰ مه ۱۹۹۱ (۲۳ سال)     | ۵           | باشگاه فوتبال سوئیندون تاون |
| ۶     | مدافع     | علی عدنان کاظم       | ۱۹ دسامبر ۱۹۹۳ (۲۱ سال) | ۲۷          | Rizespor                    |
| ۷     | هافبک     | مجد کلف              | ۵ اکتبر ۱۹۹۱ (۲۳ سال)   | ۱۸          | باشگاه فوتبال پلیس عراق     |
| ۸     | مهاجم     | جستن میرام           | ۴ دسامبر ۱۹۸۸ (۲۶ سال)  | ۴           | کلمبوس کرو                  |
| ۹     | هافبک     | احمد یاسین غنی       | ۲۲ آوریل ۱۹۹۱ (۲۳ سال)  | ۳۰          | باشگاه ورزشی اوربرو         |
| ۱۰    | مهاجم     | یونس محمود (کاپیتان) | ۳ فوریه ۱۹۸۳ (۳۱ سال)   | ۱۳۱         | بازیکن آزاد                 |
| ۱۱    | هافبک     | همام طارق            | ۱۰ فوریه ۱۹۹۶ (۱۸ سال)  | ۲۳          | باشگاه فوتبال الظفره        |
| ۱۲    | دروازه‌بان | جلال حسن             | ۱۸ مه ۱۹۹۱ (۲۳ سال)     | ۱۴          | باشگاه ورزشی اربیل          |
| ۱۳    | هافبک     | اسامه رشید           | ۱۷ ژانویه ۱۹۹۲ (۲۲ سال) | ۹           | Alphense Boys               |
| ۱۴    | مدافع     | سلام شاکر            | ۳۱ ژوئیه ۱۹۸۶ (۲۸ سال)  | ۷۶          | باشگاه فوتبال پلیس عراق     |
| ۱۵    | مدافع     | ضرغام اسماعیل        | ۲۳ مه ۱۹۹۴ (۲۰ سال)     | ۱۷          | باشگاه فوتبال پلیس عراق     |
| ۱۶    | مهاجم     | مروان حسین           | ۴ ژانویه ۱۹۹۱ (۲۴ سال)  | ۵           | باشگاه فوتبال پلیس عراق     |
| ۱۷    | مهاجم     | علا عبدالزهره        | ۲۲ دسامبر ۱۹۸۷ (۲۷ سال) | ۷۸          | باشگاه فوتبال پلیس عراق     |
| ۱۸    | مدافع     | سامح سعید            | ۱ ژوئیه ۱۹۹۲ (۲۲ سال)   | ۲           | باشگاه فوتبال بغداد         |
| ۱۹    | هافبک     | مهدی کامل            | ۶ ژانویه ۱۹۹۵ (۲۰ سال)  | ۱۰          | باشگاه فوتبال پلیس عراق     |
| ۲۰    | دروازه‌بان | محمد حمید فرحان      | ۲۴ ژانویه ۱۹۹۳ (۲۱ سال) | ۱۰          | باشگاه فوتبال پلیس عراق     |
| ۲۱    | هافبک     | سعد عبدالامیر        | ۱۹ ژانویه ۱۹۹۲ (۲۲ سال) | ۳۶          | باشگاه ورزشی اربیل          |
| ۲۲    | هافبک     | علی حصنی             | ۱ اکتبر ۱۹۹۴ (۲۰ سال)   | ۳           | باشگاه ورزشی المیناء        |
| ۲۳    | مدافع     | ولید سالم            | ۵ ژانویه ۱۹۹۲ (۲۳ سال)  | ۲۳          | باشگاه فوتبال پلیس عراق     |

### فلسطین
سرمربی: صائب جندیه
اعلام ترکیب نهایی در ۲۵ دسامبر ۲۰۱۴.
| شماره | جایگاه    | بازیکن              | تاریخ تولد/سن           | بازی‌های ملی | باشگاه                   |
| ----- | --------- | ------------------- | ----------------------- | ----------- | ------------------------ |
| ۱     | دروازه‌بان | توفیق علی           | ۸ نوامبر ۱۹۹۰ (۲۴ سال)  | ۱۴          | Wadi Al-Nes              |
| ۲     | مدافع     | رائد فارس           | ۶ دسامبر ۱۹۸۲ (۳۲ سال)  | ۲۷          | Thaqafi Tulkarm          |
| ۳     | هافبک     | حسام ابو صالح       | ۱۴ فوریه ۱۹۸۳ (۳۱ سال)  | ۴۴          | Hilal Al-Quds            |
| ۴     | مدافع     | Ahmed Harbi         | ۱۶ ژوئیه ۱۹۸۶ (۲۸ سال)  | ۲۰          | Al-Am'ary                |
| ۵     | مدافع     | هیثم ذیب            | ۳ دسامبر ۱۹۸۶ (۲۸ سال)  | ۱۷          | Hilal Al-Quds            |
| ۶     | مدافع     | Mousa Abu Jazar     | ۲۸ اوت ۱۹۸۷ (۲۷ سال)    | ۲۹          | باشگاه ورزشی شباب الخلیل |
| ۷     | مهاجم     | اشرف نعمان          | ۲۹ ژوئیه ۱۹۸۶ (۲۸ سال)  | ۴۸          | الفیصلی عربستان          |
| ۸     | هافبک     | Hesham Salhe        | ۸ نوامبر ۱۹۸۷ (۲۷ سال)  | ۹           | Hilal Al-Quds            |
| ۹     | مهاجم     | خالد سالم           | ۱۷ نوامبر ۱۹۸۹ (۲۵ سال) | ۱۲          | Hilal Al-Quds            |
| ۱۰    | هافبک     | Ismail Al-Amour     | ۲ اکتبر ۱۹۸۳ (۳۱ سال)   | ۳۹          | Hilal Al-Quds            |
| ۱۱    | مهاجم     | Ahmed Maher         | ۲۲ ژوئیه ۱۹۹۱ (۲۳ سال)  | ۱۰          | Shabab Al-Dhahiriya      |
| ۱۲    | مدافع     | Tamer Salah         | ۳ فوریه ۱۹۸۶ (۲۸ سال)   | ۰           | Hilal Al-Quds            |
| ۱۳    | هافبک     | یاکا حبیشه          | ۲۹ اوت ۱۹۸۶ (۲۸ سال)    | ۰           | NK Krka                  |
| ۱۴    | مدافع     | عبدالله جابر        | ۱۷ فوریه ۱۹۹۳ (۲۱ سال)  | ۱۰          | Hilal Al-Quds            |
| ۱۵    | مدافع     | عبداللطیف بهداری    | ۲۰ فوریه ۱۹۸۴ (۳۰ سال)  | ۲۹          | باشگاه ورزشی الوحدات     |
| ۱۶    | مهاجم     | محمود عید           | ۲۳ ژوئن ۱۹۹۳ (۲۱ سال)   | ۴           | Nyköpings                |
| ۱۷    | مدافع     | الکسیس نورامبوئنا   | ۳۱ مارس ۱۹۸۴ (۳۰ سال)   | ۷           | GKS Belchatow            |
| ۱۸    | مدافع     | Mus'ab Al-Batat     | ۲۱ نوامبر ۱۹۹۳ (۲۱ سال) | ۷           | Shabab Al-Dhahiriya      |
| ۱۹    | مهاجم     | عبدالحمید ابو حبیب  | ۸ ژوئن ۱۹۸۹ (۲۵ سال)    | ۲۵          | Markaz Balata            |
| ۲۰    | هافبک     | Khader Yousef       | ۶ اکتبر ۱۹۸۴ (۳۰ سال)   | ۴۷          | Wadi Al-Nes              |
| ۲۱    | دروازه‌بان | رمزی صالح (کاپیتان) | ۸ اوت ۱۹۸۰ (۳۴ سال)     | ۱۰۵         | باشگاه فوتبال سموحه      |
| ۲۲    | دروازه‌بان | Rami Hamadi         | ۲۰ آوریل ۱۹۹۱ (۲۳ سال)  | ۰           | باشگاه ورزشی شباب الخلیل |
| ۲۳    | هافبک     | مراد اسماعیل        | ۱۵ دسامبر ۱۹۸۲ (۳۲ سال) | ۲۷          | Hilal Al-Quds            |